# ولیکو سیمیچ
ولیکو سیمیچ (انگلیسی: Veljko Simić؛ زادهٔ ۱۷ فوریهٔ ۱۹۹۵) بازیکن فوتبال اهل صربستان است.
از باشگاه‌هایی که در آن بازی کرده‌است می‌توان به باشگاه فوتبال بازل، باشگاه فوتبال شاف‌هاوزن، و باشگاه فوتبال دمژاله اشاره کرد.
وی همچنین در تیم‌های ملی فوتبال زیر ۲۰ سال صربستان، زیر ۲۱ سال صربستان و صربستان بازی کرده‌است.